# 220 Стефанія
220 Стефанія (220 Stephania) — астероїд головного поясу, відкритий 19 травня 1881 року Йоганном Палізою у Відні.